# Hebden (North Yorkshire)

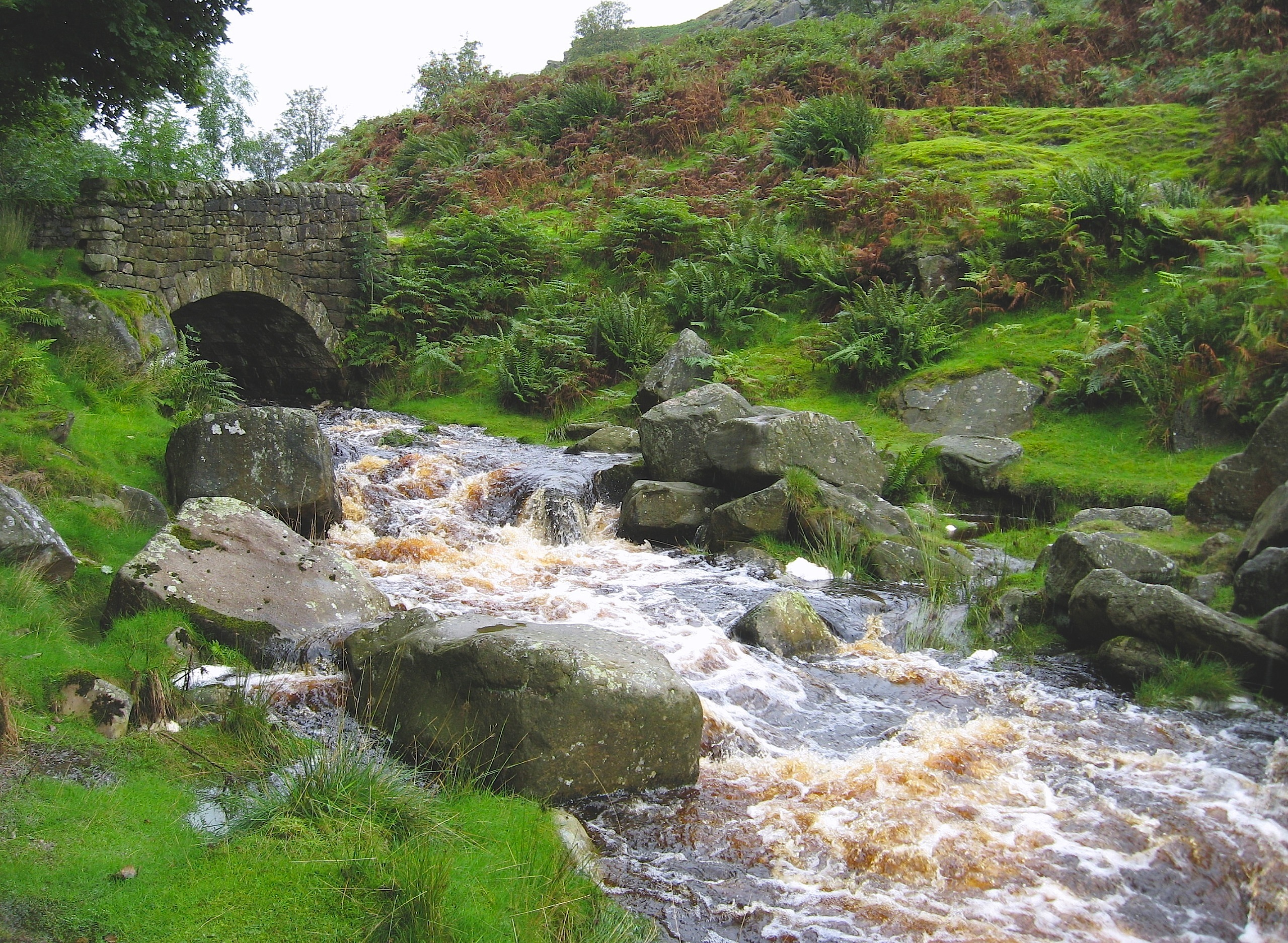
Miners Bridge, Hebden

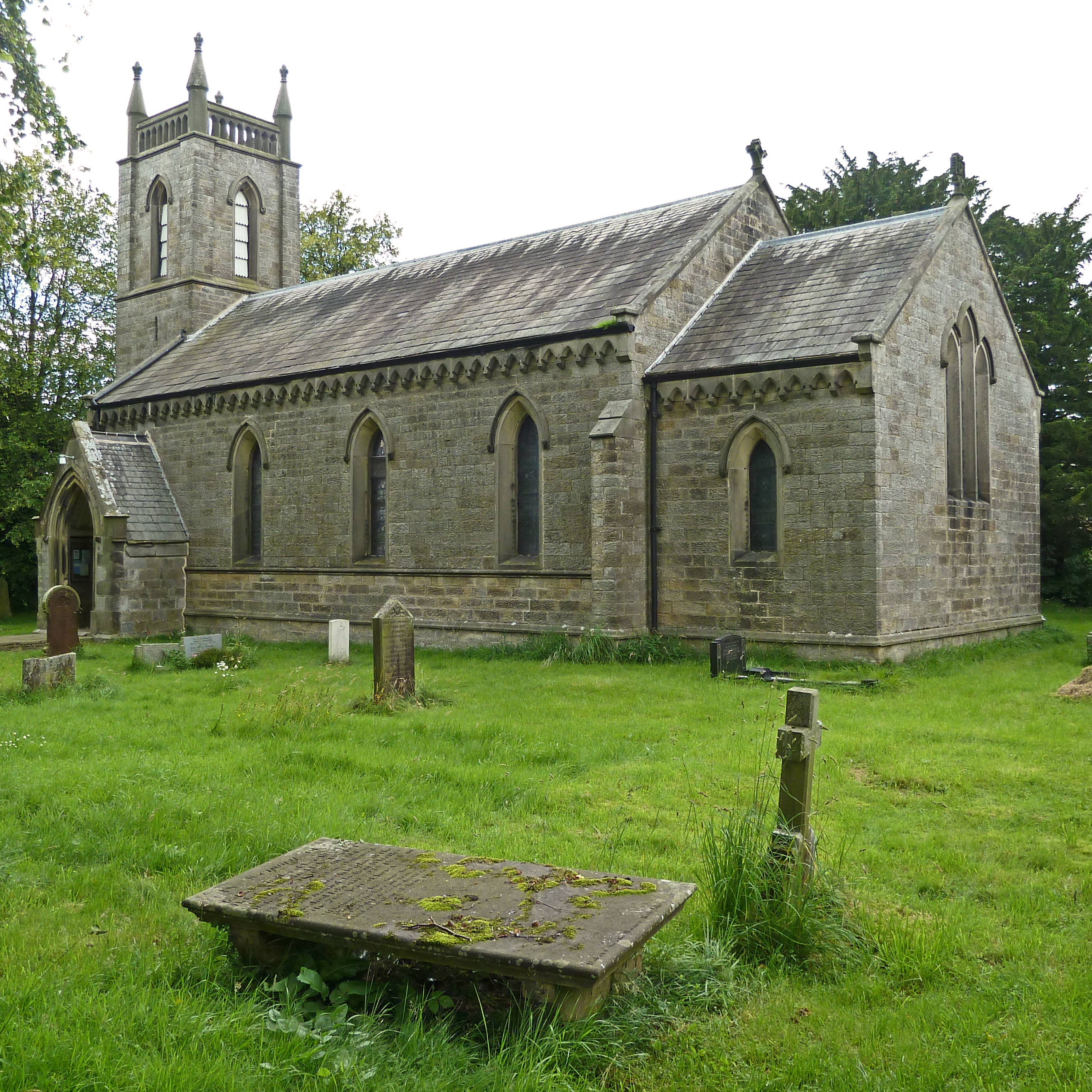
St Peter’s Church

Hebden ist eine Ortschaft in North Yorkshire in England.
Hebden ist eine von vier Ortschaften in der Pfarrei von Linton. Hebden liegt in der Nähe von Grimwith Reservoir und Grassington, in Wharfedale im Yorkshire Dales National Park. 2011 hatte Hebden 246 Einwohner. Die Kirche von Hebden ist die St. Peter’s Church. Hebden hat ein Hotel, ein Pub, eine Teestube, einen Gemeindesaal und wird von Bussen angefahren. Bis 1983 gab es eine Primary School.
Hebden liegt an einer Straßenkreuzung. Die von Osten nach Westen verlaufende Straße B6265 verbindet es mit dem 2,7 km entfernt liegenden Grassington im Westen und von dort mit der im Süden 18,5 km entfernt liegenden Minderstadt von Skipton. Im Osten überquert die Straße eine Brücke über den Hebden Gill, die 1827 erbaut wurde, und führt von dort über die Wasserscheide zur Pateley-Brücke in Nidderdale, die 13,7 km entfernt liegt. Main Street, die Hauptstraße des Dorfes, führt als Mill Lane nach Süden in Richtung des Ufers des Flusses Wharfe und der Dörfer Hartlington und Burnsall. Die Straße nach Norden führt zu dem kleinen Weiler Hole Bottom, von wo aus sie als Pfad nach Grassington Moor weiter verläuft.
Der Grundriss des Dorfes stammt größtenteils aus der Zeit der Grundherrschaft, aber im 19. Jahrhundert entwickelte sich das Dorf zu einer bedeutenden Industriestandort mit Bergbau und einer Textilfabrik. Seitdem hat sie sich wieder zu einer ländlichen Gemeinde zurückentwickelt und ist ein Treffpunkt für Wanderer und Radfahrer, die die ländliche Umgebung genießen möchten.
Am 7. März 1975 ereignete sich in der Nähe des Ortes aufgrund von Bremsversagen ein Busunglück mit 32 Toten.

## Einwohnerentwicklung
| Hebden North Yorkshire: Einwohnerzahlen von 1801 bis 2011                                                                       | Hebden North Yorkshire: Einwohnerzahlen von 1801 bis 2011 | Hebden North Yorkshire: Einwohnerzahlen von 1801 bis 2011 | Hebden North Yorkshire: Einwohnerzahlen von 1801 bis 2011 | Hebden North Yorkshire: Einwohnerzahlen von 1801 bis 2011 |
| --- | --------------------------------------------------------- | --------------------------------------------------------- | --------------------------------------------------------- | --------------------------------------------------------- |
| Jahr |                                                           |                                                           |                                                           | Einwohner                                                 |
| 1801 | 1801                                                      |                                                           | 342                                                       | 342                                                       |
| 1811 | 1811                                                      |                                                           | 402                                                       | 402                                                       |
| 1821 | 1821                                                      |                                                           | 377                                                       | 377                                                       |
| 1831 | 1831                                                      |                                                           | 491                                                       | 491                                                       |
| 1841 | 1841                                                      |                                                           | 480                                                       | 480                                                       |
| 1851 | 1851                                                      |                                                           | 460                                                       | 460                                                       |
| 1861 | 1861                                                      |                                                           | 435                                                       | 435                                                       |
| 1871 | 1871                                                      |                                                           | 362                                                       | 362                                                       |
| 1881 | 1881                                                      |                                                           | 313                                                       | 313                                                       |
| 1891 | 1891                                                      |                                                           | 209                                                       | 209                                                       |
| 1901 | 1901                                                      |                                                           | 199                                                       | 199                                                       |
| 1911 | 1911                                                      |                                                           | 255                                                       | 255                                                       |
| 1921 | 1921                                                      |                                                           | 343                                                       | 343                                                       |
| 1931 | 1931                                                      |                                                           | 289                                                       | 289                                                       |
| 1939 | 1939                                                      |                                                           | 386                                                       | 386                                                       |
| 1951 | 1951                                                      |                                                           | 252                                                       | 252                                                       |
| 1961 | 1961                                                      |                                                           | 221                                                       | 221                                                       |
| 1971 | 1971                                                      |                                                           | 210                                                       | 210                                                       |
| 1981 | 1981                                                      |                                                           | 213                                                       | 213                                                       |
| 1991 | 1991                                                      |                                                           | 202                                                       | 202                                                       |
| 2001 | 2001                                                      |                                                           | 216                                                       | 216                                                       |
| 2011 | 2011                                                      |                                                           | 246                                                       | 246                                                       |
| Datenquellen: Vision of Britain, Online Historical Population Reports, 2001 UK Census Data, 2011 North Yorkshire County Council |                                                           |                                                           |                                                           |                                                           |

## Persönlichkeiten
- Harry Dickason (1890–1962), Turner